# هاينريش فيوبولد فاجنر
هاينريش ليوبولد فاجنر Heinrich Leopold Wagner (ولد في 19 فبراير 1747 في شتراسبورج - ومات في 4 مارس 1779 في فرانكفورت على الماين) هو أديب ألماني ينتمي إلى فترة العاصفة والاندفاع.

## حياته
ولد في شتراسبورج وكان الابن الأكبر لأب يعمل تاجرا. وبعد أن أتم المدرسة قام بدراسة الحقوق في شتراسبورج. ثم ذهب في عام 1773 إلى ساربروكن حيث عمل مؤدبا في البلاط. ومن هناك رحل في عام 1774 عبر تسفايبروكن وجيسن إلى فرانكفورت على الماين. واستأنف دراسته في شتراسبورج وأنهاها بامتحان الدكتوراه. وعمل من 21 سبتمبر 1779 محاميا في فرانكفورت. ومات في 4 مارس 1779 وهو لم يجاوز الثانية والثلاثين بعد إصابته بالسل الرئوي.
كان فاجنر على صلة بالعديد من الأدباء الهامين المنتمين إلى حركة العاصفة والاندفاع وهم جوته وفريدريش ماكسيميليان فون كلينجر ولينتس وكريستوف كاوفمان وكريستيان فريدريش دانييل شوبرت ويوهان فريدريش ميلر المسمى بالرسام ميلر Maler Müller.
يوصف فاجنر وكلينجر ولينتس بأنهم أقرب ثلاثة إلى جوته Goethianer، كما أنه يعد أهمهم. أهم أعماله مسرحية قاتلة الأطفال التي ظهرت في عام 1776 وهي مسرحية نمطية اجتماعية نقدية تتصف بسمات حركة العاصفة والاندفاع. وقام بيتر هاكس في عام 1957 بإعادة معالجتها.

## من أعماله
- الجزاء من جنس العمل 1775
- حياة وموت سيباستيان زيليج
- قاتلة الأطفال 1776 Die Kindermörderin